# حرف اضافه
حرف اضافه یا حرف افزونه یکی از پاره‌های سخن است که برای بیان رابطه‌ای یا برای ساختِ ساختارهای دستوری به‌کار می‌رود.
حرف اضافه معنای مستقل ندارد و کاربرد آن در زبان فارسی گاهی در بندها برای نقش‌نماییِ کلمات پیش و پسِ خود است. بسته به موقعیتش، «حرف اضافه» را می‌توان به دو گونهٔ «حرف اضافه پیشین» با «حرف اضافه پسین» تقسیم کرد. حرف اضافه پیشین، همان‌گونه که از نامش پیداست، پیش از یک واژه می‌آید و حرف اضافه پسین برعکس. گونهٔ رایج آن در زبان فارسی حرف اضافه پیشین است.

## پیرامون اصطلاح
واژه «اضافه» در عربی به غیر از معنای «زیادی» یا «زائد» معنای «نسبت» یا «رابطه» هم می‌دهد. اما دستکم در فارسی امروز این وامواژه معنای نسبت نمی‌دهد. در اصطلاح حرف اضافه معنی دوم واژهٔ اضافه در عربی یعنی «نسبت» مدنظر است و نباید از اصطلاح حرف اضافه برداشت کرد که این حروف زیادی یا کم‌اهمیت هستند بلکه برعکس این حروف هسته گروه حرف اضافه‌ای را تشکیل می‌دهند. به ویژه در زبان فارسی این حروف حائز اهمیت هستند چرا که فارسی در مسیر تحلیلی شدن خود برای فرادادن حالات دستوری بسیار به حروف اضافه وابسته شده‌است.

## حرف اضافه پیشین
مهم‌ترین حرف اضافه‌های پیشین یا پیش‌اضافه زبان فارسی عبارت‌اند از: به، از، در، با، بین، تا، جلو، میان و … ؛

مهم‌ترین حرف اضافه‌های پیشین زبان انگلیسی عبارت‌اند از: to ,for ,with؛

حرف اضافه پیشین می‌تواند از ترکیب چند واژه درست شده‌باشد، مانند: بعد از، in front of.

## حرف اضافه پسین
برخی زبان‌ها دارای حرف اضافه پسین یا پس‌اضافه هستند. زبان فارسی دارای یک حرف اضافه پسین به‌عنوان نقش‌نمای مفعول مستقیم است، این حرف اضافه پسین را است. هر واژه‌ای در جمله که پیش از آن بیاید مفعول مستقیم بند است.
زبان پشتو دارای حرف اضافه‌های پسین زیادی است؛ ازجمله: «لِپاره» به‌معنای «برایِ». مثال:
د حسن لپاره: برایِ حسن.

## تقسیم‌بندی براساس تعداد واژه‌ها
حرف اضافه‌ها به دو گروه ساده و پیچیده تقسیم می‌شود.
- حرف اضافه ساده که شامل یک واژه به‌عنوان حرف اضافه است؛ مانند:

علی را
از خدا
- حرف اضافه پیچیده یا حرف اضافه مرکب که شامل چند واژه است؛ مانند:

پس از باران
بعد از انقلاب
در مقابلِ تورانیان
در برابرِ حمله
حرف اضافه پیچیده در زبان پشتو حتی شامل ترکیب حرف اضافه پیشین و پی‌افزوده‌است؛ مانند:
له حسن سره: همراهِ حسن
په کور کی: در خانه
تر میز لاندی: زیرِ میز
پر میز باندی: روی میز
حرف اضافه پیچیده در زبان کُردیِ سورانی، شامل ترکیب حرف اضافه پیشین و پی‌افزوده نیز به‌کار می‌رود؛ مانند:
له ساڵ دا: در سال (در هر سال)
به ده‌ستم ـه‌وه (به ده‌ستمه‌وه): در دستم
له ده‌ستم ـه‌وه (له ده‌ستمه‌وه): از دستم
در فارسیِ کهن نیز حرف اضافه پیچیده شامل ترکیب حرف اضافه پیشین و پی‌افزوده وجود داشته  به‌مرور از میان رفته‌است؛ مانند:
به دریا در: در دریا
در خانه اندر: در خانه